# مجید جلالی

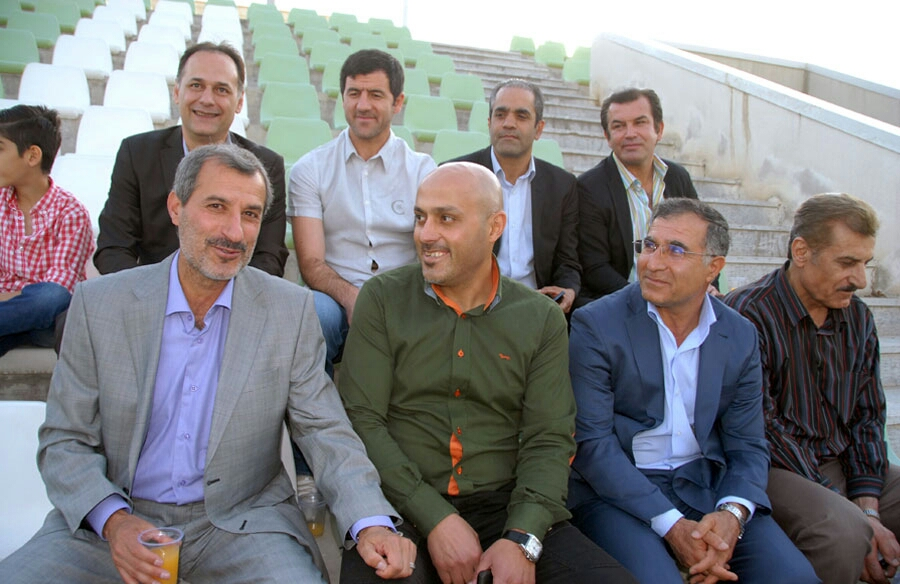
مجید جلالی (دومین نفر از راست پایین)

مجید جلالی بازیکن پیشین، مربی و کارشناس کنونی فوتبال اهل ایران است. جلالی همچنین دبیرکل کانون مربیان فوتبال ایران و آموزگار فرامرزی فیفا نیز است.
او با توجه به باور داشتن به نمایش بازی فوتبال بر پایه کارهای گروهی و اصولی به کامپیوتر، آموزگار و تئوریسین فوتبال ایران آوازه دارد. فدراسیون فوتبال ایران در سال ۱۳۸۸ به خاطر آنچه بازی پاک و جوانمردانه نامید، از او قدردانی کرد.

## زندگی شخصی
مجید جلالی در ۱۵ شهریور ۱۳۳۵ در محله عارف تهران به دنیا آمد. ایشان مدت مدیدی در قم محله عشقعلی زندگی می‌کردند.

## دوران حرفه‌ای
مجید جلالی فوتبال خود را از تیم البرز در سن ۱۷ سالگی و در سال ۱۳۵۲ آغاز کرد. وی بعد از ۴ سال به تیم وحدت پیوست. سال ۱۳۶۲ برای یک فصل به شاهین رفت و سال ۱۳۶۳ مجدداً به وحدت بازگشت و دو فصل بعد با پیراهن این تیم زردپوش تهرانی از فوتبال خداحافظی کرد.

جلالی در سال ۱۳۶۱، به تیم ملی فوتبال ایران دعوت شد؛ اما موفق به حضور در ترکیب این تیم نشد.

## دوران مربی‌گری
مجید جلالی، مربی‌گری را از سن ۲۱ سالگی آغاز کرده و در حالی که هنوز به عنوان بازیکن عضو تیم بزرگسالان وحدت تهران بود، هم‌زمان وظیفه مربی‌گری تیم نوجوانان وحدت را نیز بر عهده گرفت؛ تا این که به صورت رسمی از سال ۱۳۶۵ به عنوان مربی تیم بزرگسالان وحدت به خدمت گرفته شد. در آن سال‌ها تمام ملی‌پوشان فوتبال ایران در دو تیم استقلال و پرسپولیس حضور داشتند و حتی بسیاری از بازیکنان مطرح دیگر در تیم‌های دارایی و شاهین بازی می‌کردند. جلالی در وحدت تهران با بازیکنان جوان و با ارائه فوتبال گروهی، نتایج خوبی را کسب کردند. تنها ستاره آن سال‌های وحدت سید مهدی ابطحی بود. وحدت در بین سال‌های ۱۳۶۵ تا ۱۳۷۲ با هدایت جلالی گربه سیاه تیم‌های استقلال و پرسپولیس شده بود و علی پروین در سال‌های اقتدارش در دهه ۱۳۶۰ بارها از وحدت به عنوان تیمی خطرناک یاد کرده بود و چندین بازی تجربه شکست مقابل این تیم را داشت.
جلالی در دهه ۱۳۷۰ بیشتر در تیم‌های پایه کار کرد. وی در این سال‌ها هدایت تیم‌های ملی نوجوانان، جوانان و تیم نیروهای مسلح ایران را برعهده داشت. مجید جلالی جزو مربیانی است که قهرمانی در لیگ برتر را تجربه کرده است. باشگاه پاس تهران در ۱۳۸۳ با مجید جلالی تنها قهرمانی خود را جشن گرفته است. جلالی سال ۱۳۸۴ نیز صباباتری را به مقام قهرمانی جام حذفی و سوپرجام ایران رساند. وی با وجود این که پاس و صبا را به رقابت‌های آسیایی رساند؛ اما شانس هدایت این تیم‌ها را در باشگاه‌های آسیا نداشته و جای خود را به دنیزلی و ضیایی سپرد. وی در سال‌های ۱۳۸۶ تا ۱۳۹۱ روی نیمکت تیم‌های اهوازی استقلال و فولاد نشست.
جلالی، دوره‌های مربیگری را از ابتدایی‌ترین سطح تا بالاترین سطح که مدرک حرفه‌ای مربی‌گری می‌باشد، طی کرده است. این مربی در سال ۱۳۹۲ با پیشنهادی از سوی باشگاه برایتون در چمپیونشیپ انگلستان مواجه شد؛ اما در نهایت در ۷ خرداد ۱۳۹۲ با امضای قراردادی ۱ ساله، با باشگاه تراکتورسازی تبریز، هدایت این تیم را بر عهده گرفت؛ تا این که در دی ماه ۱۳۹۲ و در هفته ۲۳وم لیگ برتر، در حالی که تیم تراکتورسازی با ۷ امتیاز اختلاف با صدرنشین جدول، در جایگاه ۶ام ایستاده بود، به خاطر اختلافاتی که میان جلالی و هیئت مدیره باشگاه تراکتورسازی به خاطر نتایج ضعیف به وجود آمده بود، از سمت خود در این تیم استعفا داد.
مجید جلالی پس از قبول مربیگری تیم پیکان، بعد از سه فصل حضور در این باشگاه در تاریخ ۲۰ آذر ۱۳۹۷ از این تیم جدا شد. مجید جلالی از ۲۸ دی‌ماه سال ۱۳۹۷ سرمربی نساجی مازندران شد و در خرداد ۱۳۹۸ از این تیم جدا شد. او اکنون در شرق تهران یک آکادمی فوتبال را مدیریت می‌کند.

### آمار مربی‌گری
| تیم         | از          | تا          | آمار | آمار | آمار  | آمار | آمار     | آمار | آمار  | آمار  |
| تیم         | از          | تا          | بازی | برد  | تساوی | باخت | درصد برد | زده  | خورده | تفاضل |
| ----------- | ----------- | ----------- | ---- | ---- | ----- | ---- | -------- | ---- | ----- | ----- |
| پاس تهران   | ژوئن ۲۰۰۳   | ژوئن ۲۰۰۴   | ۲۶   | ۱۵   | ۸     | ۳    | ۰۵۸      | ۴۸   | ۲۹    | +۱۹   |
| صبا باتری   | ژانویه ۲۰۰۵ | دسامبر ۲۰۰۵ | ۳۰   | ۱۳   | ۱۱    | ۶    | ۰۴۳      | ۳۵   | ۳۱    | +۴    |
| فولاد       | ژوئیه ۲۰۰۷  | ژوئن ۲۰۱۲   | ۱۷۵  | ۷۷   | ۵۵    | ۴۳   | ۰۴۴      | ۲۰۱  | ۱۶۳   | +۳۸   |
| تراکتورسازی | ژوئن ۲۰۱۳   | ژانویه ۲۰۱۴ | ۲۴   | ۱۰   | ۱۱    | ۳    | ۰۴۲      | ۳۵   | ۲۳    | +۱۲   |
| سایپا       | مه ۲۰۱۴     | مه ۲۰۱۶     | ۶۱   | ۲۴   | ۱۵    | ۲۲   | ۰۳۹      | ۷۶   | ۶۵    | +۱۳   |
| پیکان       | مه ۲۰۱۶     | دسامبر ۲۰۱۷ | ۴۱   | ۱۸   | ۱۰    | ۱۳   | ۰۴۴      | ۵۲   | ۴۶    | +۶    |

## افتخارات دوران مربی‌گری
- نایب قهرمانی لیگ فوتبال تهران به همراه تیم وحدت: ۱۹۸۵
- نایب‌قهرمانی در جام ارتش‌های جهان به همراه تیم ارتش ایران: ۱۹۹۵
- قهرمانی در لیگ برتر فوتبال ایران ۸۳–۱۳۸۲ به همراه تیم پاس تهران
- قهرمانی در جام حذفی فوتبال ایران ۸۴–۱۳۸۳ به همراه تیم صباباتری
- قهرمانی در سوپر جام فوتبال ایران ۱۳۸۴ به همراه تیم صباباتری
- مربی سال فوتبال ایران: ۱۳۸۳
- مربی برتر ماه لیگ ایران: اکتبر ۲۰۱۷